# Torquhil Campbell (13e duc d'Argyll)
Torquhil Ian Campbell, 13e et 6e duc d'Argyll (né le 29 mai 1968), titré comte de Campbell avant 1973 et marquis de Lorne entre 1973 et 2001, est un pair écossais.
Le siège principal de la famille est le château d'Inveraray, bien que le duc et la duchesse passent du temps dans d'autres résidences, dont une à Londres.

## Biographie
Le duc est l'aîné et le fils unique de Ian Campbell (12e duc d'Argyll) et Iona Mary Colquhoun, fille d'Ivar Colquhoun, 8e baronnet. Il fait ses études à la Craigflower Preparatory School, à la Cargilfield Preparatory School, au Glenalmond College et au Royal Agricultural College de Cirencester. Dans ce dernier, il suit une formation d'arpenteur agréé.
Il sert de page d'honneur à la reine Élisabeth II de 1981 à 1983. Il devient agent commercial, vendeur et chef d'entreprise. Il est Maître de la Maison Royale d'Écosse, Amiral des Côtes et Îles occidentales et le Chef du Clan Campbell.
Il est le capitaine de l'équipe nationale de Polo sur éléphant d'Écosse qui remporte les championnats du monde 2004 et 2005 de la World Elephant Polo Association,. Il représente les distillateurs Pernod Ricard, promouvant les whiskies écossais. Il est Freeman de la ville de Londres et livreur de la Worshipful Company of Distillers.

## Mariage et enfants
Le 8 juin 2002, à l'église St. Mary, à Fairford, dans le Gloucestershire, le duc épouse Eleanor Cadbury, membre de la famille de chocolat Cadbury. Elle est la fille de Peter Hugh George Cadbury (ancien président de Close Brothers Corporate Finance) et de son épouse Sally Strouvelle.
Le duc et la duchesse ont trois enfants :
- Archibald "Archie" Frederick Campbell, marquis de Lorne (né à Londres, le 9 mars 2004). Il est page d'honneur de la reine de 2015 à 2018[8] ;
- Rory James Campbell (né à Londres, le 3 février 2006) ;
- Charlotte Mary Campbell (née à Londres, le 29 octobre 2008).

La duchesse est une patronne du bal royal calédonien.